# American League of Professional Football
American League of Professional Football è stato il primo campionato di calcio professionistico negli Stati Uniti, che organizzò nel 1894, unica stagione di attività. Fu anche una delle prime leghe professionistiche di calcio del mondo. Il campionato fu ideato dai proprietari della National League di baseball per utilizzare i loro stadi nei mesi invernali (il baseball si gioca dai mesi primaverili a quelli autunnali) e per ragioni pubblicitarie.

## Storia
Nel 1894 sei franchigie di baseball appartenenti alla National League organizzarono una nuova lega nazionale di calcio (o soccer negli Stati Uniti) la ALPF, American League of Professional Football, considerato storicamente il primo campionato di calcio professionistico negli Stati Uniti. Le squadre che formarono la lega e parteciparono al campionato furono i Brooklyn Bridegrooms, Boston Beaneaters, Baltimore Orioles, New York Giants, Philadelphia Phillies ed i Washington Senators.
Durante la stagione solo i Baltimore attrassero il pubblico americano alle partite (alcune partite anche 8.000 persone), tuttavia i proprietari di alcuni club accusarono la società del Maryland di aver ingaggiato illegalmente giocatori britannici (dai Ardwick A.F.C. e Sheffield United) corrompendo funzionari dell'immigrazione (Baltimore fu l'unica squadra ad assumere effettivamente un allenatore professionista di calcio che facilitò l'ingaggio di otto giocatori professionisti provenienti da Inghilterra).
Successivi problemi organizzativi e finanziari (la nuova lega era in diretta competizione con quella di baseball) causarono la prematura chiusura della lega prima che la stagione fosse completata. Le statistiche storiche indicano i Bridegrooms come vincitori del campionato.

## Campionato 1894

### Squadre
| Stato                 | Squadra                | Città/Area        | Allenatore                |
| --------------------- | ---------------------- | ----------------- | ------------------------- |
| Maryland              | Baltimore Orioles F.C. | Baltimora         | A.J. Stewart              |
| Massachusetts         | Boston Beaneaters      | Boston            | Frank Selee               |
| New York              | Brooklyn Bridegrooms   | Brooklyn-New York | Dave Foutz                |
| New York              | New York Giants        | New York          | John Montgomery Ward      |
| Pennsylvania          | Philadelphia Phillies  | Philadelphia      | Arthur Albert Irwin       |
| Distretto di Columbia | Washington Senators    | Washington        | Gustavus Heinrich Schmelz |

### Stadi
| Union Park             | South End Grounds     | Eastern Park         | Polo Grounds       | Philadelphia Ball Park     | Boundary Field                    |
| ---------------------- | --------------------- | -------------------- | ------------------ | -------------------------- | --------------------------------- |
| Baltimore Orioles F.C. | Boston Beaneaters     | Brooklyn Bridegrooms | New York Giants    | Philadelphia Phillies      | Washington Senators               |
| Baltimora, Maryland    | Boston, Massachusetts | Brooklyn, New York   | New York, New York | Philadelphia, Pennsylvania | Washington, Distretto di Columbia |
| Capienza:              | Capienza: 6.800       | Capienza: 12.000     | Capienza:          | Capienza: 12.500           | Capienza:                         |
|                        |                       |                      |                    |                            |                                   |

### Classifica
|   | Squadra                | Partite | V | Pe | Pa | Gf | Gs | Punti |
| - | ---------------------- | ------- | - | -- | -- | -- | -- | ----- |
| 1 | Brooklyn Bridegrooms   | 6       | 5 | 1  | 0  | 20 | 6  | 10    |
| 2 | Baltimore Orioles F.C. | 4       | 4 | 0  | 0  | 24 | 3  | 8     |
| 3 | Boston Beaneaters      | 5       | 4 | 1  | 0  | 15 | 12 | 8     |
| 4 | New York Giants        | 6       | 2 | 4  | 0  | 16 | 13 | 4     |
| 5 | Philadelphia Phillies  | 9       | 2 | 7  | 0  | 15 | 37 | 4     |
| 6 | Washington Senators    | 6       | 1 | 5  | 0  | 7  | 26 | 2     |

### Incontri
Elenco di alcuni incontri:
| data    | luogo        | stadio            |                        |                        | risultato |
| ------- | ------------ | ----------------- | ---------------------- | ---------------------- | --------- |
| 6 ott.  | Philadelphia | Ball Park         | Philadelphia Phillies  | New York Giants        | 0-5(*)    |
| 6 ott.  | Boston       | South End Grounds | Boston Beaneaters      | Brooklyn Bridegrooms   | ?-?       |
| 9 ott.  | Philadelphia | Ball Park         | Philadelphia Phillies  | New York Giants        | 2-5       |
| 9 ott.  | Boston       | South End Grounds | Boston Beaneaters      | Brooklyn Bridegrooms   | 0-3       |
| 11 ott. | Washington   | Boundary Field    | Washington Senators    | Philadelphia Phillies  | 2-1       |
| 11 ott. | Brooklyn     | Eastern Park      | Brooklyn Bridegrooms   | New York Giants        | 3-1       |
| 12 ott. | Washington   | Boundary Field    | Washington Senators    | Philadelphia Phillies  | 2-3       |
| 13 ott. | Philadelphia | Ball Park         | Philadelphia Phillies  | Washington Senators    | 1-2       |
| 15 ott. | Philadelphia | Ball Park         | Philadelphia Phillies  | Washington Senators    | 4-0 o 4-1 |
| 15 ott. | New York     | Polo Grounds      | New York Giants        | Brooklyn Bridegrooms   | 0-1       |
| 16 ott. | Brooklyn     | Eastern Park      | Brooklyn Bridegrooms   | Philadelphia Phillies  | 8-1       |
| 16 ott. | Washington   | Boundary Field    | Washington Senators    | Baltimore Orioles F.C. | 1-10      |
| 16 ott. | New York     | Polo Grounds      | New York Giants        | Boston Beaneaters      | 2-3       |
| 18 ott. | New York     | Polo Grounds      | New York Giants        | Boston Beaneaters      | 4-3       |
| 18 ott. | Brooklyn     | Eastern Park      | Brooklyn Bridegrooms   | Philadelphia Phillies  | 3-1       |
| 18 ott. | Baltimora    | Union Park        | Baltimore Orioles F.C. | Washington Senators    | 5-1       |
| 20 ott. | Philadelphia | Ball Park         | Philadelphia Phillies  | Boston Beaneaters      | 2-5       |
| 20 ott. | New York     | Polo Grounds      | New York Giants        | Brooklyn Bridegrooms   | ?-?       |
| 20 ott. | Washington   | Boundary Field    | Washington Senators    | Baltimore Orioles F.C. | ?-?       |
| 22 ott. | Philadelphia | Ball Park         | Philadelphia Phillies  | Boston Beaneaters      | ?-?       |
| 23 ott. | Baltimora    | Union Park        | Baltimore Orioles F.C. | Philadelphia Phillies  | 6-1       |
| 23 ott. | New York     | Polo Grounds      | New York Giants        | Brooklyn Bridegrooms   | ?-?       |
| ? ott.  | Baltimora    | Union Park        | Baltimore Orioles F.C. | Boston Beaneaters      | 8-1       |

(*) Partita inaugurale

### Giocatori
La maggior parte dei team costituito da giocatori immigrati britannici ed irlandesi che stavano già giocando in campionati semi-professionistici di calcio, ed in alcuni casi, anche da giocatori di baseball delle stesse società.
- Alfred Cutler (New York Giants)
- Hugh McGee (New York Giants)
- James McKendrick (Baltimore Orioles)
- Alec Wallace (Baltimore Orioles)
- Fred Davies (Baltimore Orioles)
- Davy Wilson (Philadelphia Phillies)[29]
- Charlie Reilly (Philadelphia Phillies)[29]
- Sam Thompson (Philadelphia Phillies)[30]
- Dennis Shea (Brooklyn Bridegrooms)